# Nuoto ai Giochi della XXVII Olimpiade - 100 metri rana maschili
Si sono svolte 9 batterie di qualificazione. I prime 16 atleti si sono qualificati per le semifinali.

## Batterie
16 settembre 2000

### 1ª batteria
| Posizione | Atleta       | Paese              | Tempo   |
| --------- | ------------ | ------------------ | ------- |
| 1         | Antonio Leon | Paraguay           | 1:08.12 |
| 2         | Kieran Chan  | Papua Nuova Guinea | 1:13.34 |
| 3         | Joe Atuhaire | Uganda             | 1:22.35 |

### 2ª batteria
| Posizione | Atleta                | Paese          | Tempo   |
| --------- | --------------------- | -------------- | ------- |
| 1         | Juan José Madrigal    | Costa Rica     | 1:05.14 |
| 2         | Sylvain Faure         | Monaco         | 1:05.51 |
| 3         | Jean Luc Razakarivony | Madagascar     | 1:05.97 |
| 4         | Ahmad Al-Kudmani      | Arabia Saudita | 1:06.07 |
| 5         | Malick Fall           | Senegal        | 1:08.60 |
| 6         | Karar Samedul Islam   | Bangladesh     | 1:14.93 |
| -         | Facinet Bangoura      | Guinea         | SQ      |

### 3ª batteria
| Posizione | Atleta                | Paese       | Tempo   |
| --------- | --------------------- | ----------- | ------- |
| 1         | Vadim Tatarov         | Moldavia    | 1:04.12 |
| 2         | Francisco Suriano     | El Salvador | 1:04.31 |
| 3         | Wickus Nienaber       | eSwatini    | 1:04.98 |
| 4         | Jörg Lindemeier       | Namibia     | 1:05.25 |
| 5         | Matthew Hon Ming Kwok | Hong Kong   | 1:05.28 |
| 6         | Alexandr Savitskiy    | Kazakistan  | 1:05.95 |
| 7         | Krasimir Zahov        | Bulgaria    | 1:07.09 |
| 8         | Hakan Kiper           | Turchia     | 1:07.46 |

### 4ª batteria
| Posizione | Atleta                | Paese         | Tempo   |
| --------- | --------------------- | ------------- | ------- |
| 1         | Arsenio Lopez Rosario | Porto Rico    | 1:04.02 |
| 1         | Valery Kalmikovs      | Lettonia      | 1:04.02 |
| 3         | Andrew Bree           | Irlanda       | 1:04.58 |
| 4         | Nikola Savcic         | Jugoslavia    | 1:04.64 |
| 5         | Joe Kyong-Fan         | Corea del Sud | 1:04.71 |
| 6         | Hjalti Gudmundsson    | Islanda       | 1:05.55 |
| 7         | Daniel Liew           | Singapore     | 1:06.41 |
| 8         | Evgeny Petrashov      | Kirghizistan  | 1:07.32 |

### 5ª batteria
| Posizione | Atleta                   | Paese         | Tempo   |
| --------- | ------------------------ | ------------- | ------- |
| 1         | Tal Stricker             | Israele       | 1:03.99 |
| 2         | Alvaro Fortuny Lopez     | Guatemala     | 1:04.35 |
| 3         | Alwin de Prins           | Lussemburgo   | 1:04.37 |
| 4         | Shang-Hsuan Yang         | Taipei cinese | 1:04.54 |
| 5         | Alfredo Jacobo Rodríguez | Messico       | 1:04.67 |
| 6         | Ivan Rodríguez Mesa      | Panama        | 1:04.68 |
| 7         | Aljaksandr Hukaŭ         | Bielorussia   | 1:04.96 |
| 8         | Sergio Andres Ferreyra   | Argentina     | 1:05.75 |

### 6ª batteria
| Posizione | Atleta               | Paese         | Tempo   |
| --------- | -------------------- | ------------- | ------- |
| 1         | Phil Rogers          | Australia     | 1:02.77 |
| 2         | Elvin Chia           | Malaysia      | 1:02.81 |
| 3         | Patrick Schmollinger | Austria       | 1:02.87 |
| 4         | Marek Krawczyk       | Polonia       | 1:03.00 |
| 5         | Steven Ferguson      | Nuova Zelanda | 1:03.06 |
| 6         | Vanja Rogulj         | Croazia       | 1:03.58 |
| 7         | Eduardo Fischer      | Brasile       | 1:03.72 |
| 8         | Raiko Pachel         | Estonia       | 1:03.99 |

### 7ª batteria
| Posizione | Atleta            | Paese       | Tempo   |
| --------- | ----------------- | ----------- | ------- |
| 1         | Károly Güttler    | Ungheria    | 1:01.66 |
| 2         | Kōsuke Kitajima   | Giappone    | 1:01.68 |
| 3         | Morgan Knabe      | Canada      | 1:01.81 |
| 4         | Dmitri Komornikov | Russia      | 1:01.87 |
| 5         | Hugues Duboscq    | Francia     | 1:02.40 |
| 6         | Adam Whitehead    | Regno Unito | 1:02.91 |
| 7         | Pat Calhoun       | Stati Uniti | 1:03.03 |
| 8         | Terence Parkin    | Sudafrica   | 1:03.11 |

### 8ª batteria
| Posizione | Atleta              | Paese       | Tempo   |
| --------- | ------------------- | ----------- | ------- |
| 1         | Domenico Fioravanti | Italia      | 1:01.32 |
| 2         | Daniel Malek        | Rep. Ceca   | 1:01.56 |
| 3         | Ed Moses            | Stati Uniti | 1:01.59 |
| 4         | Brett Petersen      | Sudafrica   | 1:02.20 |
| 5         | Darren Mew          | Regno Unito | 1:02.42 |
| 6         | Remo Lütolf         | Svizzera    | 1:02.54 |
| 7         | José Couto          | Portogallo  | 1:02.79 |
| 8         | Zhu Yi              | Cina        | 1:03.20 |

### 9ª batteria
| Posizione | Atleta          | Paese       | Tempo   |
| --------- | --------------- | ----------- | ------- |
| 1         | Marcel Wouda    | Paesi Bassi | 1:02.00 |
| 2         | Jens Kruppa     | Germania    | 1:02.09 |
| 3         | Roman Sloudnov  | Russia      | 1:02.15 |
| 4         | Jarno Pihlava   | Finlandia   | 1:02.21 |
| 5         | Oleg Lisogor    | Ucraina     | 1:02.24 |
| 6         | Mark Warnecke   | Germania    | 1:02.85 |
| 7         | Akira Hayashi   | Giappone    | 1:02.86 |
| 8         | Patrik Isaksson | Svezia      | 1:03.05 |

## Semifinali
16 settembre 2000

### 1° semifinale
| Posizione | Atleta         | Paese       | Tempo   |
| --------- | -------------- | ----------- | ------- |
| 1         | Roman Sloudnov | Russia      | 1:01.15 |
| 2         | Daniel Malek   | Rep. Ceca   | 1:01.60 |
| 3         | Morgan Knabe   | Canada      | 1:01.70 |
| 4         | Remo Lütolf    | Svizzera    | 1:01.81 |
| 5         | Károly Güttler | Ungheria    | 1:01.83 |
| 6         | Jarno Pihlava  | Finlandia   | 1:01.92 |
| 7         | Marcel Wouda   | Paesi Bassi | 1:01.94 |
| 8         | Hugues Duboscq | Francia     | 1:02.89 |

### 2° Semifinale
| Posizione | Atleta              | Paese       | Tempo   |
| --------- | ------------------- | ----------- | ------- |
| 1         | Domenico Fioravanti | Italia      | 1:00.84 |
| 2         | Ed Moses            | Stati Uniti | 1:01.22 |
| 3         | Kōsuke Kitajima     | Giappone    | 1:01.31 |
| 4         | Brett Petersen      | Sudafrica   | 1:01.42 |
| 5         | Dmitri Komornikov   | Russia      | 1:01.88 |
| 6         | Jens Kruppa         | Germania    | 1:01.92 |
| 7         | Darren Mew          | Regno Unito | 1:01.98 |
| 8         | Oleg Lisogor        | Ucraina     | 1:02.00 |

## Finale
17 settembre 2000
| Posizione | Atleta              | Paese       | Tempo   |
| --------- | ------------------- | ----------- | ------- |
|           | Domenico Fioravanti | Italia      | 1:00.46 |
|           | Ed Moses            | Stati Uniti | 1:00.73 |
|           | Roman Sloudnov      | Russia      | 1:00.91 |
| 4         | Kōsuke Kitajima     | Giappone    | 1:01.34 |
| 5         | Daniel Malek        | Rep. Ceca   | 1:01.50 |
| 6         | Morgan Knabe        | Canada      | 1:01.58 |
| 7         | Brett Petersen      | Sudafrica   | 1:01.63 |
| 8         | Remo Lütolf         | Svizzera    | 1:01.68 |